# Hutamaia caramaschii
Espèce
Hutamaia caramaschii est une espèce d'opilions laniatores de la famille des Ampycidae.

## Distribution
Cette espèce se rencontre au Brésil en Amazonas et au Pérou dans la région de Madre de Dios.

## Description
Le mâle holotype mesure 6,75 mm.

## Systématique et taxinomie
Cette espèce a été décrite par Soares et Soares en 1977.

## Étymologie
Cette espèce est nommée en l'honneur d'Ulisses Caramaschi.

## Publication originale
- Soares & Soares, 1977 : « Opera Opiliologica Varia. IX (Opiliones, Gonyleptidae). » Physis. Revista de la Sociedad Argentina de Ciencias Naturales, vol. 37, no 93, p. 217–222.